# Лопастеносные
Лопастено́сные (лат. Lobata) — отряд гребневиков из класса щупальцевых (Tentaculata). Широко распространённые планктонные гребневики. Отличительные особенности — короткие по сравнению с другими гребневиками щупальца и характерные длинные лопасти, продолжающиеся вдоль тела.

## Строение

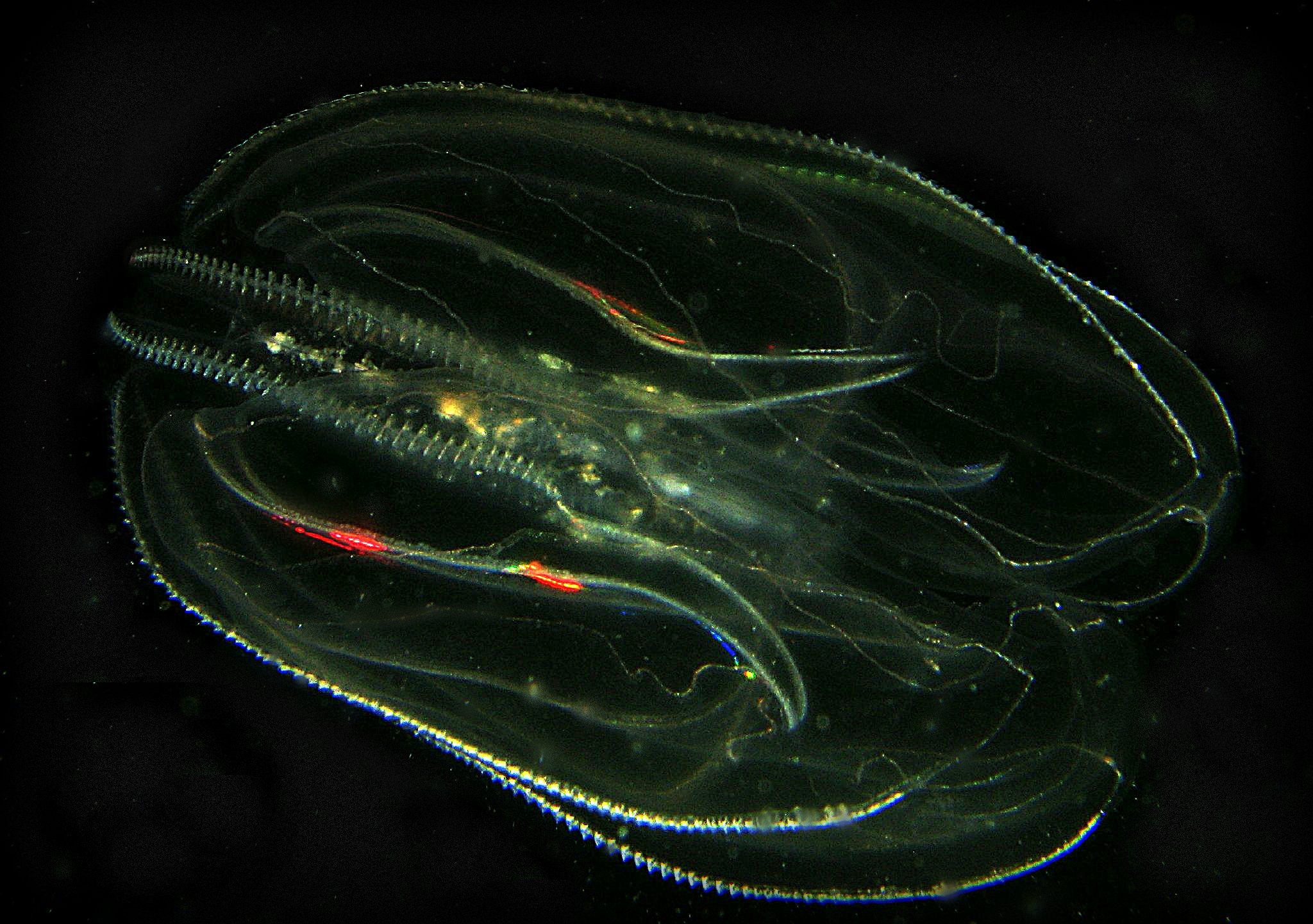
Лопастеносный гребневик Mnemiopsis leidyi. Видны крупные лопасти и треугольные аурикулы

Отличительная особенность — пара мускулистых чашевидных лопастей, тянущихся вдоль тела вперёд дальше ротового отверстия. Между лопастями образуется полость, похожая на субумбреллярную полость медуз. Щупальца сильно редуцированы, от основания каждого щупальца отходят аурикулярные бороздки, несущие тентиллы и продолжающиеся на внутреннюю поверхность лопастей. По обеим сторонам от ротового отверстия располагаются аурикулы, представляющие собой выросты, на которые заходят оральные концы гребных рядов. На аурикулах располагаются узкие треугольные группы ресничек, похожие на плотные щетинки. Работа ресничного аппарата вкупе с движением ртом вперёд создаёт направленный к ротовому отверстию ток воды. Добыча приклеивается к тентиллам, и оттуда доставляется в рот. Лопасти же представляют собой своего рода альтернативу щупальцам и обеспечивают непрерывность питания гребневиков взвешенными в воде пищевыми частицами.
Интересно, что два вида лопастеносных гребневиков рода Ocyropsis являются единственными раздельнополыми гребневиками.
Вид Lobatolampea tetragona, открытый в 2000 году, также относится к данному отряду, несмотря на просто устроенные лопасти и изменяющуюся форму тела (медузообразную при движении в пелагиали и дискообразную при движении по дну).
Было исследовано строение щупальцевого аппарата у личинок Bolinopsis infundibulum. У личинок этого вида он включает собственно щупальце и «корневую» часть, откуда дифференцируются щупальца. Соответственно, первая часть состоит из дифференцировавшихся клеток, а вторая — из дифференцирующихся клеток и стволовых клеток. Внутренняя часть щупалец сформирована миоцитами, а эпидермис, покрывающий щупальца, включает в себя коллобласты — клетки, предназначенные для схватывания добычи, покровные клетки, разрушающиеся бочонковидные клетки (англ. cask cells), преломляющие везикулы, а также чувствительные клетки, снабжённые ресничками. В «корневой части» находятся стволовые клетки, коллобласты, бочонковидные клетки на разных стадиях дифференциации, а также предполагаемые клетки-предшественники миоцитов. Две различные популяции стволовых клеток «корневой» части дают начало эпидермальным (коллобластам и бочонковидным) клеткам и мезоглеальным клеткам (миоцитам). Нервных элементов, железистых клеток и базальной пластинки обнаружено не было.

## Движение
У лопастеносных есть восемь гребней ресничек, тянущихся от заднего конца и обычно не доходящих до лопастей; реснички, покрывающие аурикулы, являются продолжением гребней. Между гребными пластинками имеются ресничные бороздки. Движение, как правило, медленное и осуществляется за счет создания ресничками тока воды. Однако представители рода Leucothea, обладающие длинными щупальцами, мускулистыми лопастями и покрытые папиллами, могут дополнительно усиливать ток за счет движения аурикул. Кроме того, виды родов Bathocyroe и Ocyropsis способны к реактивному движению за счет схлопывания лопастей. У Ocyropsis щупальца отсутствуют, а крупные ротовые лопасти используются для ловли добычи и плавания. У Bolinopsis щупальца рудиментарны, а аурикулярные бороздки короткие.
В отличие от цидиппид (Cydippida), у лопастеносных движения ресничек синхронны, а не последовательны, и координируются больше активностью нервной системы, чем создаваемым потоком воды. Возможно, именно это позволило лопастеносным гребневикам достигнуть больших размеров по сравнению с цидиппидами, а также успешно существовать даже с не слишком обтекаемыми формами тела.

## Классификация
На июль 2017 года в отряд включают 8—9 семейств и 2 рода вне их:
- Bathocyroidae[англ.] Harbison & Madin, 1982
- Bolinidae
- Bolinopsidae Harbison & Madin, 1982
- Eurhamphaeidae[англ.] L. Agassiz, 1860 [syn. Deiopeidae Chun, 1880]
- Lampoctenidae Harbison, Matsumoto & Robison, 2001 [syn. Eucharidae Chun, 1880]
- Leucotheidae[англ.] Krumbach, 1925 [syn. Leucothoeae Lesson, 1843]
- Lobatolampeidae Horita, 2000
- ? Mnemiidae
- Ocyropsidae[англ.] Harbison & Madin, 1982 [syn. Ocyroidae Lesson, 1843]
- Роды incertae sedis
  - Axiotima Eschscholtz, 1829
  - Calya Stechow, 1921

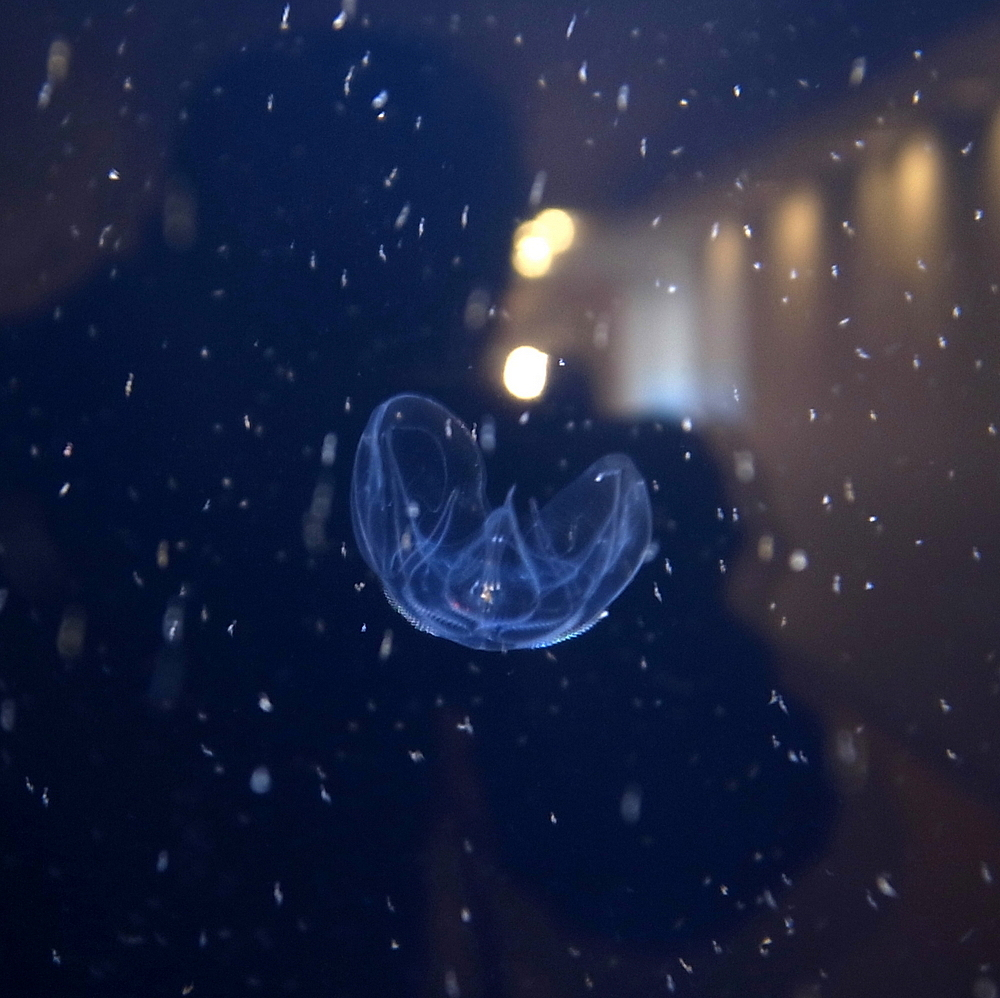
Ocyropsis fusca
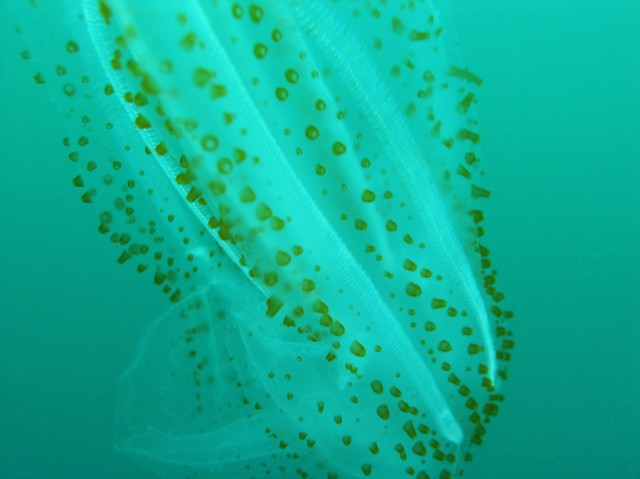
Leucothea pulchra
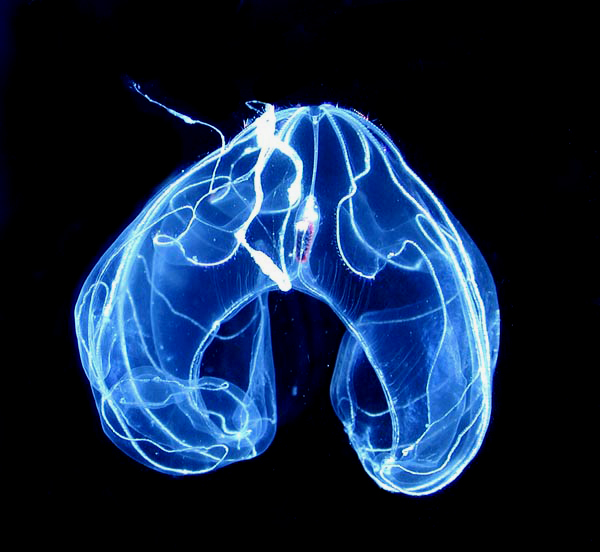
Bathocyroe fosteri